# Dragon Ball Super: Broly
Dragon Ball Super: Broly (ドラゴンボール超スーパーブロリー, Doragon Bōru Sūpā: Burorī) is een Japanse animefilm uit 2018. Het is de twintigste geanimeerde Dragon Ball-speelfilm en de eerste film die de Dragon Ball Super-titel draagt. De film is een herinterpretatie van Dragon Ball Z: Broly – The Legendary Super Saiyan.
De film werd goed ontvangen door critici, vooral vanwege de animatie, vechtsequenties en de kunststijl. De film was een kassucces, bracht wereldwijd meer dan $124 miljoen op en werd de best scorende Dragon Ball-film ooit. Het werd ook de meest opbrengende anime-film van 2018 en de zestiende meest opbrengende anime-film aller tijden.
De film vescheen op 24 januari 2019 in de Nederlandse bioscopen in de originele Japanse versie en een Engelse dub, beide met Nederlandse ondertiteling.  De film werd ook gedraaid in 4DX- en Imax-zalen. De eerste avond zagen al bijna negenduizend mensen de film. De animatiefilm had hierdoor onverwacht de megahit Bohemian Rhapsody van de eerste plaats gestoten als de best bezochte titel in de Nederlandse bioscopen.

## Plot
Er heerst opnieuw vrede op aarde na de Tournament of Power. Nadat hij heeft ontdekt dat er in de verschillende universums ongelooflijk krachtige wezens zijn die hij nog niet heeft gezien, blijft Goku trainen om nog sterker te worden. Maar op een dag worden Goku en Vegeta geconfronteerd met een nieuwe ruimtestrijder die net op aarde is aangekomen: Broly, de legendarische Super Saiyan. Broly heeft de verwoesting van de Saiyan-planeet overleeft en is nu uit op wraak. Goku en Vegeta moeten tot het uiterste gaan in een duel tegen hun sterkste tegenstander ooit.

## Rolverdeling
| Karakter      | Japans                               | Engels                             |
| ------------- | ------------------------------------ | ---------------------------------- |
| Goku          | Masako Nozawa                        | Sean Schemmel                      |
| Vegeta        | Ryō Horikawa                         | Christopher Sabat                  |
| Frieza        | Ryūsei Nakao                         | Christopher Ayres                  |
| Paragus       | Katsuhisa Hōki                       | Dameon Clarke                      |
| Broly         | Bin Shimada Yoshika Morishita (jong) | Vic Mignogna Brina Palencia (jong) |
| Bulma         | Aya Hisakawa                         | Monica Rial                        |
| Cheekai       | Nana Mizuki                          | Erica Lindbeck                     |
| Lemo          | Tomokazu Sugita                      | Bruce Carey                        |
| Whis          | Masakazu Morita                      | Ian Sinclair                       |
| Piccolo       | Toshio Furukawa                      | Christopher Sabat                  |
| Beerus        | Kōichi Yamadera                      | Jason Douglas                      |
| Bardock       | Masako Nozawa                        | Sonny Strait                       |
| King Vegeta   | Banjō Ginga                          | Christopher Sabat                  |
| King Cold     | Ryūzaburō Ōtomo                      | Jason Douglas                      |
| Raditz        | Shigeru Chiba                        | Justin Cook                        |
| Nappa         | Tetsu Inada                          | Phil Parsons                       |
| Trunks        | Takeshi Kusao                        | Alexis Tipton                      |
| Goten         | Masako Nozawa                        | Kara Edwards                       |
| Emperor Pilaf | Shigeru Chiba                        | Chuck Huber                        |
| Mai           | Eiko Yamada                          | Colleen Clinkenbeard               |
| Shenron       | Ryūzaburō Ōtomo                      | Christopher Sabat                  |